# Jacques Gervais Subervie
Jacques Gervais Subervie (ur. 1 września 1776 w Lectoure; zm. 10 marca 1856) francuski generał okresu Rewolucji Francuskiej i Cesarstwa Francuskiego.
Uczestnik wojen napoleońskich, kawaler Legii Honorowej. Dowodził 16 Brygadą. Piastował również urząd ministra wojny- od 25 lutego do 20 marca 1848. Zmarł 10 marca 1856 z przyczyn naturalnych.